# Maxeda
Maxeda is een Nederlands detailhandelsbedrijf in handen van private-equity-investeerders.

## Activiteiten
Maxeda DIY Group is marktleider in het doe-het-zelfsegment en telt 339 winkels in de Benelux en meer dan 7.000 werknemers. De meeste winkels hebben een vloeroppervlak van 3.000 à 5.000 m² en voeren de naam Praxis in Nederland (195 winkels) en Brico in België en Luxemburg (153 winkels). De jaaromzet bedraagt ongeveer 1,3 miljard. Alle winkels hebben totaal ruim 1 miljoen m² winkeloppervlakte met wekelijks ruim 1.5 miljoen klanten in de winkel en online.

## Geschiedenis
Het bedrijf ontstond in 1999 na een fusie van Vendex (met als voorheen grootste keten Vroom & Dreesmann) en Koninklijke Bijenkorf Beheer (KBB) (met De Bijenkorf en Hema). Het heette van 1999 tot 2004 Vendex KBB NV.
In 2004 werd bekend dat Vendex KBB NV zou worden overgenomen door een groep investeerders, Kohlberg Kravis Roberts & Co (KKR), Change Capital Partners en AlpInvest Partners (verenigd in het consortium VDXK Acquisition BV onder leiding van KKR). Later stapte Change Capital uit VDXK. In juli 2004 werd Vendex KBB definitief overgenomen door VDXK nadat alle aandelen in handen van de groep kwamen.
Tot 2 augustus 2004 had Vendex KBB een notering in de Midkap-index van Euronext Amsterdam.
Het bedrijf werd omgezet van een NV in een BV, na een aantal maanden werd Koninklijke Vendex KBB BV opgeheven, en werd de BV die de investeringsmaatschappij had opgericht om Koninklijke Vendex KBB BV op te kopen, hernoemd in Vendex KBB BV. KBB stond voor Koninklijk Bijenkorf Beheer, maar vanwege het verlies van het predicaat Koninklijk was de K een letter geworden zonder betekenis.
Het bedrijf is gevestigd in Amsterdam met 25.000 werknemers (16.000 fte) in zeven landen (Nederland, België, Luxemburg, Denemarken, Duitsland, Frankrijk en Spanje) en een netto-omzet van meer dan € 4 miljard (2003/04). De topman was Tony DeNunzio (bestuursvoorzitter).
Op 14 juni 2006 werd door de nieuwe eigenaren van Vendex KBB bekendgemaakt dat de naam gewijzigd werd in Maxeda om een nieuwe bedrijfsfilosofie te markeren.
In juli 2007 werd de HEMA verkocht aan de Britse investeringsmaatschappij Lion Capital. Het overnamebedrag is niet vrijgegeven, maar analisten schatten deze op circa € 1,3 miljard, ongeveer gelijk aan de omzet van HEMA in 2006. Bij HEMA werkten op dat moment zo'n 10.000 werknemers in 336 filialen in Nederland, België, Duitsland en Luxemburg.
Rond 2010 wijzigde de strategie en Maxeda ging alleen door met de doe-het-zelfactiviteiten en alle bedrijfsonderdelen van Maxeda Fashion werden verkocht. In snel tempo werd V&D verkocht aan Sun Capital Partners, de Bijenkorf aan Selfridges Group en lingerieketen Hunkemöller aan investeringsmaatschappij PAI Partners. In januari 2011 volgde de verkoop van M&S Mode, een keten van damesmodezaken, aan Excellent Retail Brands groep (ERB). M&S Mode had op dat moment een internationaal netwerk van 417 winkels.
In 2016 werden de private equity-partijen Ardian en Goldentree als durfinvesteerders (of zogeheten Distressed Debt Funds) mede-eigenaar van Maxeda door hun geldleningen om te zetten in aandelen. Daarop vertrok de directeur van Maxeda DIY Group Roel van Neerpelt naar Friesland Campina en werd hij opgevolgd door een directeur van Kingfisher, de Fransman Guy Colleau.

## Winkelketens
Maxeda DIY heeft de volgende dhz-winkelformules in handen:
- Brico
- Praxis
- BricoPlanit

## Voormalige ketens
In 2011 werden verkocht
- M&S Mode, inmiddels MS Mode (31 januari 2011, aan Excellent Retail Brands)
- Hunkemöller (31 januari 2011, aan PAI Partners)
- De Bijenkorf (31 januari 2011, aan Selfridges Group Ltd., een 100%-deelneming van Wittington Ltd.)

In 2010 werden verkocht:
- V&D (september 2010, aan SUN European)
- La Place (september 2010, aan SUN European)

In 2009 werden verkocht: 
- Claudia Sträter (april 2009, aan 2Deal Ventures)
- Schaap & Citroen (december 2009, aan Leon Martens Juweliers)

In 2002 werden verkocht aan Retail Network, bekend als zogenaamde Six Pack Deal:
- Perry Sport
- Kijkshop
- Scapino
- Siebel Juweliers
- Lucardi Juwelier
- Optische Exploitatie Maatschappij (Hans Anders Groep)
- Prénatal

De volgende ketens zijn eveneens in de loop van de jaren afgestoten:
- Vendex Food Groep (Edah, Konmar, Basismarkt, Dagmarkt, Battard, Echo, Pet's Place)
- America Today
- Kien
- Kreymborg (voorheen ook bekend als Hollenkamp en Nieuw Engeland)
- Amici
- HEMA (in juli 2007 aan Lion Capital)
- Postorder divisie (Keurkoop, N.T.I., Lekturama, Royal Gold)
- Ter Meulen Post
- Best-Sellers (Kijkshops België)
- Dixons
- Dynabyte
- Its Electric / Modern Electronics / Prijstopper (voorheen Rovato, Electro-Jacobs, Guco, Heijmans, Valkenberg, Klick)
- Vedior
- Bakker Continental
- F.A.A.
- Markgraaf
- City Couriers, XP Parcel Systems
- Abilis (Divisie Diensten)
- Frank & Jean
- Menuet
- Vendahoy Caravan
- Peek Yachting